# لوئیزا فریدا
لوئیزا فریدا (انگلیسی: Luisa Ferida؛ ‏ ۱۸ مارس ۱۹۱۴ – ۳۰ آوریل ۱۹۴۵) هنرپیشه اهل پادشاهی ایتالیا بود. 
از فیلم‌هایی که وی در آن نقش داشته است، می‌توان به احساس مالکیت، زیبای خفته، عروسی خون، شام دلقک، عشق‌های حزن‌انگیز و سه آرزو اشاره کرد.